# La Motte-d’Aigues
La Motte-d’Aigues – miejscowość i gmina we Francji, w regionie Prowansja-Alpy-Lazurowe Wybrzeże, w departamencie Vaucluse.
Według danych na rok 2008 gminę zamieszkiwało 1328 osób, a gęstość zaludnienia wynosiła 90 osób/km² (wśród 963 gmin regionu Prowansja-Alpy-W. Lazurowe La Motte-d’Aigues plasuje się na 425. miejscu pod względem liczby ludności, natomiast pod względem powierzchni na miejscu 603.).

## Populacja

Populacja La Motte-d’Aigues w latach 1962-2008